# Litijum polimerna baterija
Litijum polimerna baterija, ili preciznije, litijum-jonska polimerna baterija ((skraćeno LiPo, LIP, Li-poli, litijum-poli i drugi), je punjiva baterija litijum-jonske tehnologije koja koristi polimerni elektrolit umesto tečnog elektrolita. Visoko provodljivi polučvrsti (gelni) polimeri formiraju ovaj elektrolit. Ove baterije daju veću specifičnu energiju od drugih tipova litijumskih baterija. Oni se koriste u aplikacijama gde je težina kritična, kao što su mobilni uređaji, radio-kontrolisani avioni i neka električna vozila.

## Istorija
Litijum-polimerske ćelije prate istoriju [[[lithium-ion|litijum-jonskih]] i litijum-metalnih ćelija, koje su bile podvrgnute opsežnim istraživanjima tokom 1980-ih, dostižući značajnu prekretnicu sa Sonijevom prvom komercijalnom cilindričnom litijum-jonskom ćelijom 1991. godine. Nakon toga, drugi oblici pakovanja su evoluirali, uključujući pljosnati format.

## Poreklo dizajna i terminologija
Litijum polimerne ćelije su evoluirale iz litijum-jonskih i litijum-metalnih baterija. Osnovna razlika je u tome što umesto korišćenja tečnog elektrolita litijum-soli (kao što je litijum heksafluorofosfat, LiPF6) koji se drži u organskom rastvaraču (kao što je EC/DMC/DEC), baterija koristi čvrsti polimerni elektrolit (SPE) kao što je polietilen glikol (PEG), poliakrilonitril (PAN), poli(metil metakrilat) (PMMA) ili poli(viniliden fluorid) (PVdF).
Tokom 1970-ih, originalni dizajn polimera je koristio čvrsti suvi polimerni elektrolit koji podseća na plastičnu foliju, zamenjujući tradicionalni porozni separator natopljen elektrolitom.
Čvrsti elektrolit se tipično može klasifikovati u tri tipa: suvi SPE, gelirani SPE i porozni SPE. Suvi SPE je prvo korišćen u prototipnim baterijama, oko 1978. od strane Mišela Armana, a 1985. od strane ANVAR-a i Elf Akvitena iz Francuske i Hajdro-Kvebeka iz Kanade. Od 1990. godine, nekoliko organizacija, kao što su Mid and Valens u Sjedinjenim Državama i GS Juasa u Japanu, razvile su baterije koristeći gelirane SPE. Godine 1996, Belkor u Sjedinjenim Državama je najavio punjivu litijum polimernu ćeliju koja koristi porozni SPE.
Tipična ćelija ima četiri glavne komponente: pozitivnu elektrodu, negativnu elektrodu, separator i elektrolit. Sam separator može biti polimer, kao što je mikroporozni film od polietilena (PE) ili polipropilena (PP); tako, čak i kada ćelija ima tečni elektrolit, ona će i dalje sadržati „polimernu” komponentu. Pored ovoga, pozitivna elektroda se dalje može podeliti na tri dela: litijum-prelazni-metal-oksid (kao što je LiCoO2 ili LiMn2O4), provodni aditiv i polimerno vezivo od poli(viniliden fluorida) (PVdF).  Materijal negativne elektrode može imati ista tri dela, samo sa ugljenikom koji zamenjuje litijum-metal-oksid. Glavna razlika između litijum-jonskih polimernih ćelija i litijum-jonskih ćelija je fizička faza elektrolita, tako da LiPo ćelije koriste suve čvrste elektrolite nalik gelu, dok Li-jonske ćelije koriste tečne elektrolite.

## Spoljašnje veze
- Electropaedia on Lithium Battery Manufacturing Архивирано на веб-сајту  (1. мај 2021)
- Electropaedia on Lithium Battery Failures Архивирано на веб-сајту  (1. мај 2021)